# Ralph McTell
Ralph McTell (født Ralph May i Farnborough, Kent, Storbritannien, 3. december 1944) er en engelsk singer-songwriter og akustisk guitarist, der har været en indflydelsesrig personlighed på den engelske folkemusikscene siden 1960'erne.
Han er mest kendt for sangen "Streets of London" fra 1968, som mere end 200 kunstnere har lavet cover-versioner af verden over.
Hans guitarspil er inspireret af amerikanske countryblues-guitarister fra det tidlige 20. århundrede, der iblandt Blind Blake, Robert Johnson og Blind Willie McTell. Denne indflydelse fik en ven til at foreslå at Ralph skulle skifte sit scenenavn til McTell, da hans karriere for alvor begyndte at tage fart.
McTell spiller både klaver og harmonika, udover guitar. Hans første album, Eight Frames a Second udkom i 1968 og oplevede stor popularitet i folkemusikkredse. Han fik sin største succes mi 1974 med en ny indspilning af "Streets of London", der nåede andenpladsen på UK Singles Chart. Han er også berømt for "From Clare to Here", der er en ballade om irsk emigration. I 1980'erne skrev og spillede han sanger til to tv-programmer; Alphabet Zoo, hvor også Nerys Hughes medvirkede, og Tickle on the Tum med Jaqui Reddin. Han indspillede også Keith Hopwoods og Malcolm Rowes temasang til  Cosgrove Halls filmatisering af Vinden i Piletræerne.

## Diskografi

### Primære albums i Storbritannien
- Eight Frames a Second Transatlantic 1968 (LP)
- Spiral Staircase (Transatlantic LP, TRA 177, 1969)
- My Side of Your Window (Transatlantic LP, TRA 209, 1969)
- Revisited Transatlantic 1970 (LP) (Remixed compilation)
- You Well-Meaning Brought Me Here (Famous Music LP, SFMA 5753, 1971)
- Not Till Tomorrow (Reprise LP, K 44210, 1972)
- Easy (Reprise LP, K 54013, 1974)
- Streets... (Warner Bros. LP, K 56105, 1975)
- Right Side Up (Warner Bros. LP, K 56296, 1976)
- Ralph, Albert & Sydney Warner Bros. 1977 (LP) (Live album)
- Slide Away the Screen (Warner Bros. LP, K 56599, 1979)
- Water of Dreams (Mays Records LP, TG 005, 1982)
- Songs from Alphabet Zoo Mays 1983 (LP)
- Best of Alphabet Zoo Mays 1983 (LP)
- At the End of a Perfect Day Telstar 1985 (LP)
- The Best of – Tickle on the Tum Mays 1986 (LP)
- Bridge of Sighs Mays 1986 (LP)
- The Very Best of Ralph McTell Start 1988 (LP) (CD) (opsamlingsalbum)
- Blue Skies Black Heroes Leola 1988 (LP) (CD)
- A Collection of His Love Songs Castle 1989 (Double LP) (CD) (opsamlingsalbum)
- Stealin' Back Castle 1990 (CD)
- Silver Celebration Castle 1992 (CD) (opsamlingsalbum)
- The Boy with a Note Leola 1992 (CD)
- Sand in Your Shoes Transatlantic 1995 (CD)
- Songs for Six Strings Vol II Leola 1996 (CD) (Live)
- Live at the Town Hall Leola 1998 (VHS) (Live)
- Travelling Man Leola 1999 (Double CD) (Live)
- Red Sky Leola 2000 (CD)
- National Treasure Leola 2002 (CD)
- The London Show Leola 2005 (DVD) (Live)
- Gates of Eden Leola 2006 (CD)
- The Journey – Recordings 1965–2006 Leola 2006 (4-CD bokssæt)
- As Far as I Can Tell Leola 2007 (Treble CD) (Audiobook)
- The Definitive Collection Highpoint 2007 (CD) (Compilation)
- McTell on The Mall Leola 2008 (DVD) (Live)
- Streets of London and Other Story Songs Leola 2009 (Download) (opsamlingsalbum)
- Affairs of the Heart Leola 2010 (4-CD Box set) (opsamlingsalbum)
- Somewhere Down the Road Leola 2010 (CD)
- Don't Think Twice It's Alright Leola 2011 (Download)
- Songs for Six Strings (1st - E) Leola 2011 (CD) (Live)
- Songs for Six Strings (2nd - B) Leola 2012 (CD) (Live)
- Sofa Noodling Leola 2012 (CD) (Instrumental)
- Songs for Six Strings (3rd - G) Leola 2013 (CD) (Live)
- Celtic Cousins Leola 2014 (CD) (Compilation)
- Songs for Six Strings (4th - D) Leola 2014 (CD) (Live)
- The Unknown Soldier Leola 2014 (CD) (EP)
- Live at Troubador Festival 1997 Troubador Records 2014
- 70th Birthday Concert Leola 2015 (DVD) (Live)
- Songs for Six Strings (5th - A) Leola 2015 (CD) (Live)
- About Time Leola 2016 (CD) (Ralph McTell and Wizz Jones)
- Songs for Six Strings (6th - E) Leola 2016 (CD) (Live)
- About Time Too Leola 2017 (CD) (Ralph McTell and Wizz Jones)
- Hill of Beans Leola 2019 (CD)

### Notable genudgivelser
- Love Grows Mays 1982 – LP remix of Slide Away the Screen med forskellige numre
- The Complete Alphabet Zoo Road Goes on Forever 1993 – CD med ekstra numre
- Slide Away the Screen and Other Stories Road Goes on Forever 1994 – CD med ekstra numre
- Streets... Leola 1995 – CD med ekstra numre
- Ralph, Albert & Sydney (Songs for Six Strings Vol 1) Leola 1997 – CD med ekstra numre
- Easy Leola 1999 – CD med ekstra numre
- Right Side Up Leola 2001 – CD med ekstra numre
- Water of Dreams Leola 2003 – CD med ekstra numre
- Eight Frames a Second Transatlantic 2007 – CD med ekstra numre
- Spiral Staircase Transatlantic 2007 – CD med ekstra numre
- My Side of Your Window Transatlantic 2007 – CD med ekstra numre

### Budget label-opsamlingsalbum
- Streets Of London Transatlantic 1975 (labelled as "Budget Priced" on sleeve)
- The Ralph McTell Collection Volume 1 Transatlantic 1976 (labelled as "Special Price" on sleeve)
- The Ralph McTell Collection Volume 2 Transatlantic 1976 (labelled as "Special Price" on sleeve)
- Ralph McTell Pickwick 1978
- The Ralph McTell Collection Pickwick 1978 (Double LP of tracks from Transatlantic releases)
- Best Of Alphabet Zoo Music For Pleasure 1983
- A Collection Of His Love Songs Castle Communications 1989 (Double LP)

### Andre albums med bidrag fra McTell
- Just Guitars (forskellige kunstnere), CBS 1984 (LP) (live)
- Tickle on the Tum: Stories and Songs (forskellige kunstnere), St Michael 1984 (Cassette)
- Saturday Rolling Around (The GP's), Woodworm 1992 (CD) (live)
- Musical Tour of Scotland (Billy Connolly), Tickety-Boo 1995 (CD)
- One for Jonah (forskellige kunstnere) FooPoo 2004 (CD) (live)
- Tickle on the Tum: The Complete Series One (forskellige kunstnere), Revelation Films 2010 (DVD)